# Érico da Dinamarca
Érico Frederico Cristiano Alexandre (Copenhague, 8 de novembro de 1890 – Copenhague, 10 de setembro de 1950), foi um Príncipe da Dinamarca, terceiro filho do príncipe Valdemar da Dinamarca e de sua esposa, a princesa Maria de Orléans. Era neto do rei Cristiano IX da Dinamarca, trineto do rei Luís Filipe I da Feança e do imperador e rei D. Pedro I do Brasil e IV de Portugal.